# Франциска Кроветто
Франциска Кроветто (ісп. Francisca Crovetto Chadid; 27 квітня 1990, Сантьяго) — чилійська стрільчиня, олімпійська чемпіонка 2024 року.

## Виступи на Олімпіадах
| Олімпіада           | Дисципліна | Місце |
| ------------------- | ---------- | ----- |
| Лондон 2012         | скит       | 8     |
| Ріо-де-Жанейро 2016 | скит       | 19    |
| Токіо 2020          | скит       | 23    |
| Париж 2024          | скит       | 1     |

## Зовнішні посилання
- Франциска Кроветто на сайті ISSF (англійська)
- Франциска Кроветто на сайті Olympics.com (англійська)
- Франциска Кроветто на сайті Olympedia (англійська)